# صالح عناد
صالح عناد الديري من مواليد 23 يناير 1988 لاعب كرة قدم قطري يلعب في الظهير الأيسر .
لعب سابقاً في نادي الريان ونادي السيلية والنادي العربي ونادي الخريطيات ونادي الشمال ونادي معيذر ونادي الوعب.